# Abstracionismo geométrico

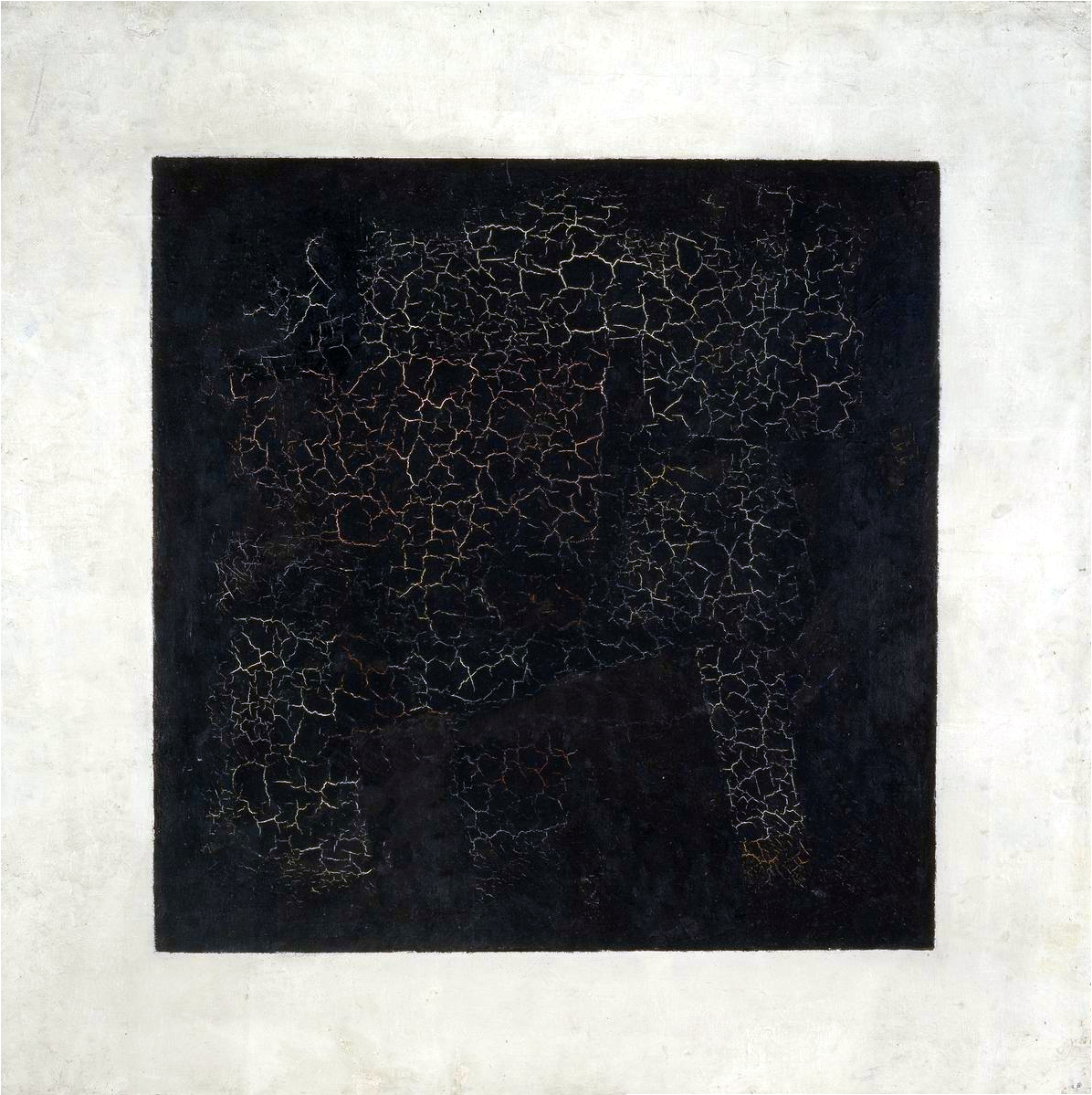
Black Square (Malevich, 1915)

Ao contrário do Abstracionismo Lírico, o Abstracionismo geométrico foca na racionalização que depende da análise intelectual. 
No abstracionismo geométrico, as formas e as cores devem ser organizadas de maneira que a composição resultante seja apenas a expressão de uma composição geométrica.
Surge na sequência das descobertas formais do Cubismo; teve diversas correntes, entre as quais devem destacar-se:
- Suprematismo na Rússia com Kazimir Malevich
- Construtivismo russo com Naum Gabo, Pevsner, etc.
- Neoplasticismo ou De Stijl na Holanda, com Mondrian e Theo van Doesburg.
- Concretismo, com Max Bill, Waldemar Cordeiro, etc.
- Neoconcretismo com Hélio Oiticica, Lígia Clark, etc.

Posteriormente teve ramificações em todo o mundo.